# 電卓 (曲)
電卓 (DENTAKU, 英／独：Pocket Calculator/Taschenrechner) はドイツの音楽グループ「クラフトワーク」の楽曲。アルバム『コンピューター・ワールド』等に収録の他、シングルカットもある。
ドイツ語版の『Taschenrechner』の他、英語版の『Pocket Calculator』、フランス語版の『Mini Calculateur』、日本語版の『電卓』という、公式に4つのバージョンがリリースされており、他にイタリアのテレビ番組で披露されたイタリア語版の『Mini Calcolatore』などが非公式に存在する。

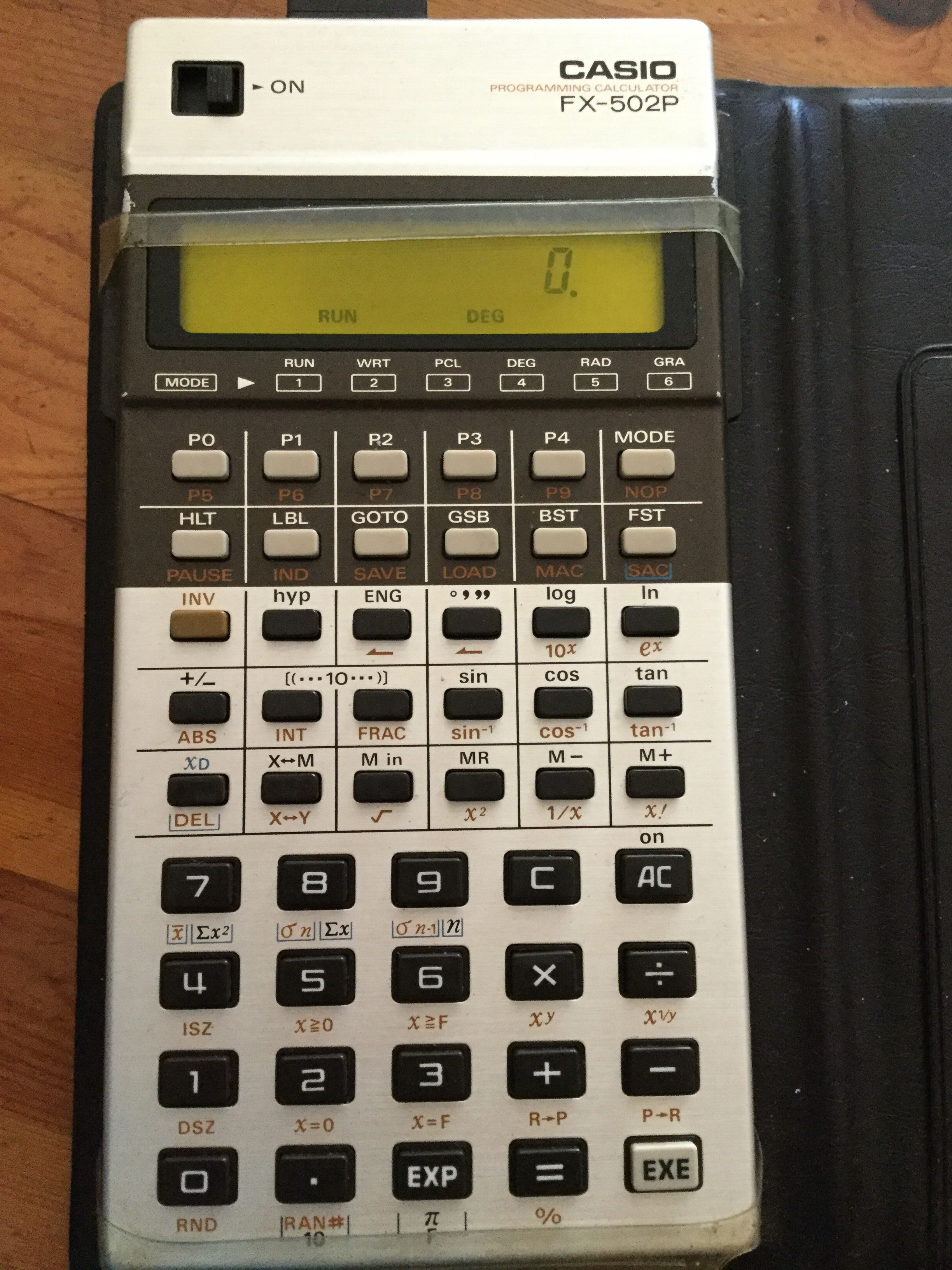
カシオの関数電卓CASIO FX-502P。別売のCASIO FX-1ユニットを接続することで、このボタンを押すと音楽を奏でるようにできる

シングル盤のジャケットにある電卓はカシオの関数電卓FX-502P（1978年発売）で、曲中では実際にCASIO FX-502PとFX-1ユニット、そしてテキサス・インスツルメンツ社のTI Language Translator（1979年発売）を用いて音楽を奏でている。
電卓の国・日本を意識した日本語版がメジャーなバリエーションの1つであることが特筆される。そちらの収録の際に日本語の発音を指導したのはドイツ在住の日本人だったというエピソードがある。「電卓」と呼んだ場合は日本語版を指す、といったように、各言語訳のタイトルをそれぞれの言語の歌詞版を指して使うこともある。
複数言語版があることが多いクラフトワークの楽曲のうちでも、ワールドツアーなどのライブで各開催地の言語を使うこともあるなど、ひときわバリエーションが多いファン泣かせの1作でもある。玩具メーカーマテルの小型の玩具キーボードBee Gees Rhythm Machineで演奏されたライブや音源もある（1981年のライブ映像などで使用が確認できる）。小道具として電卓を持ってステージに上がっていることもある。

## カバー
- かの香織 - オムニバスアルバム「Girls at Our Best in Winter!」(1995年)に収録
- ヲノサトル(演奏：明和電機) - オムニバスアルバム「ミュージック・ノン・ストップ～ア・トリビュート・トゥ・クラフトワーク～」(1998年)に収録
- 他多数